# موتو آکاساکا

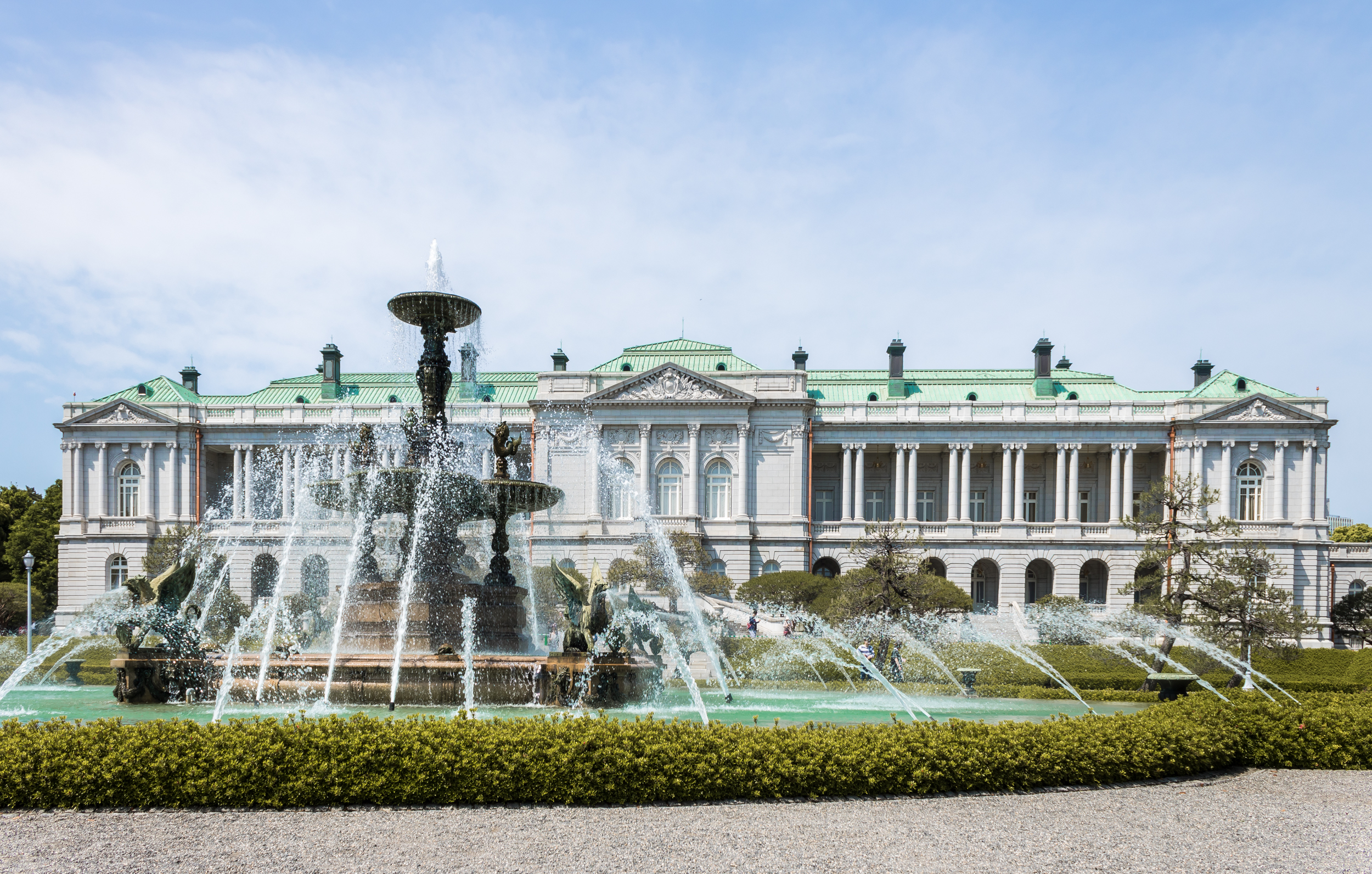
کاخ آکاساکا

موتو آکاساکا (به ژاپنی: 元赤坂 Moto-Akasaka)، یک منطقه در توکیو و بخشی از میناتو-کو، توکیو است.